# François-Xavier Demaison

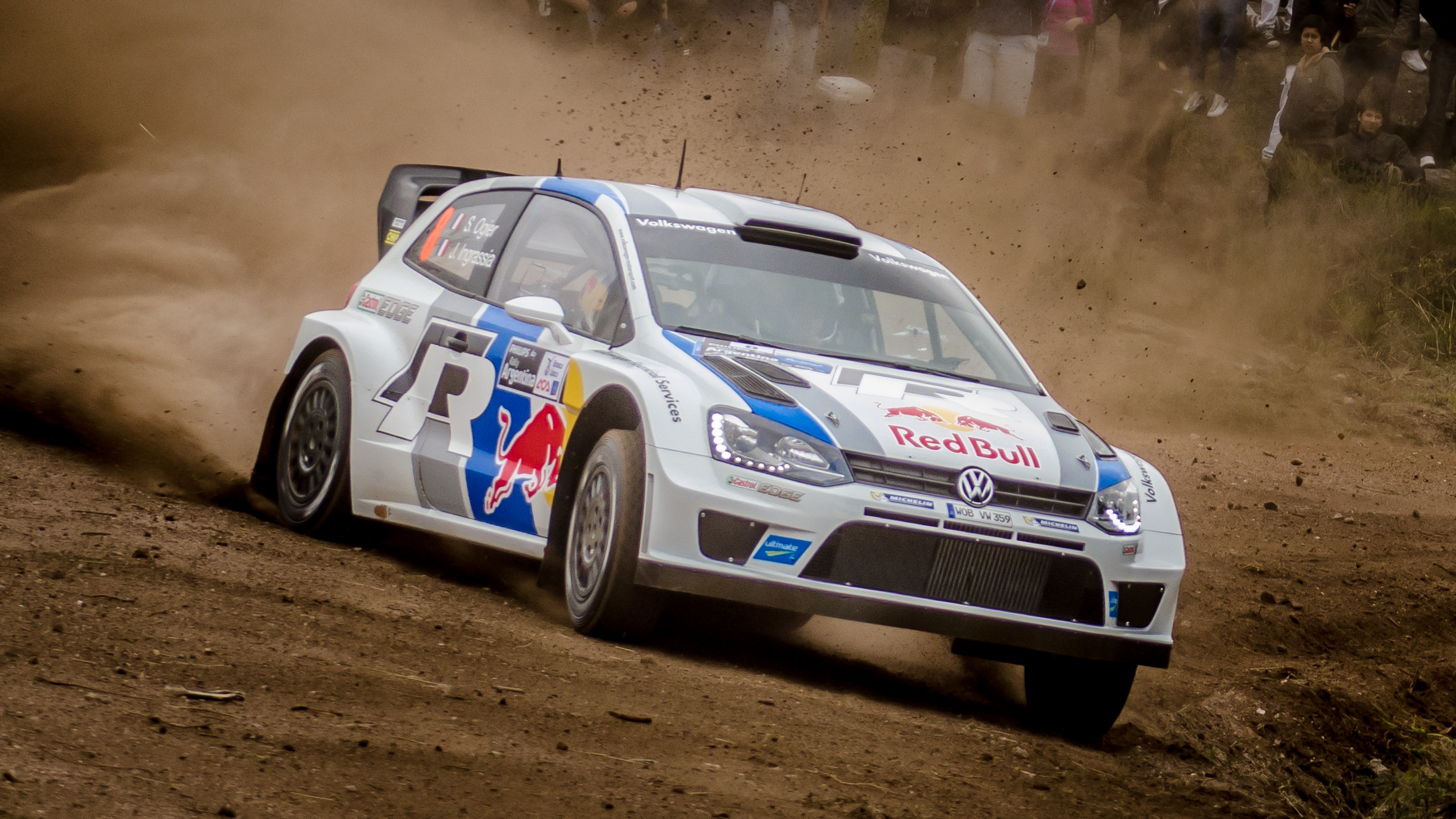
Polo WRC sviluppata da Demaison

François-Xavier Demaison (1969) è un ingegnere, dirigente sportivo e progettista francese, direttore tecnico dal 2021 presso la Williams F1.

## Biografia
Ha iniziato la sua carriera negli sport motoristici lavorando per Peugeot Sport come capo ingegnere nei rally per poi trasferirsi al Subaru World Rally Team nel marzo 2006. Nel 2008 è entrato a far parte del Citroën Junior Team come ingegnere senior per due stagioni per poi diventare direttore tecnico del Petter Solberg World Rally Team nel 2010.

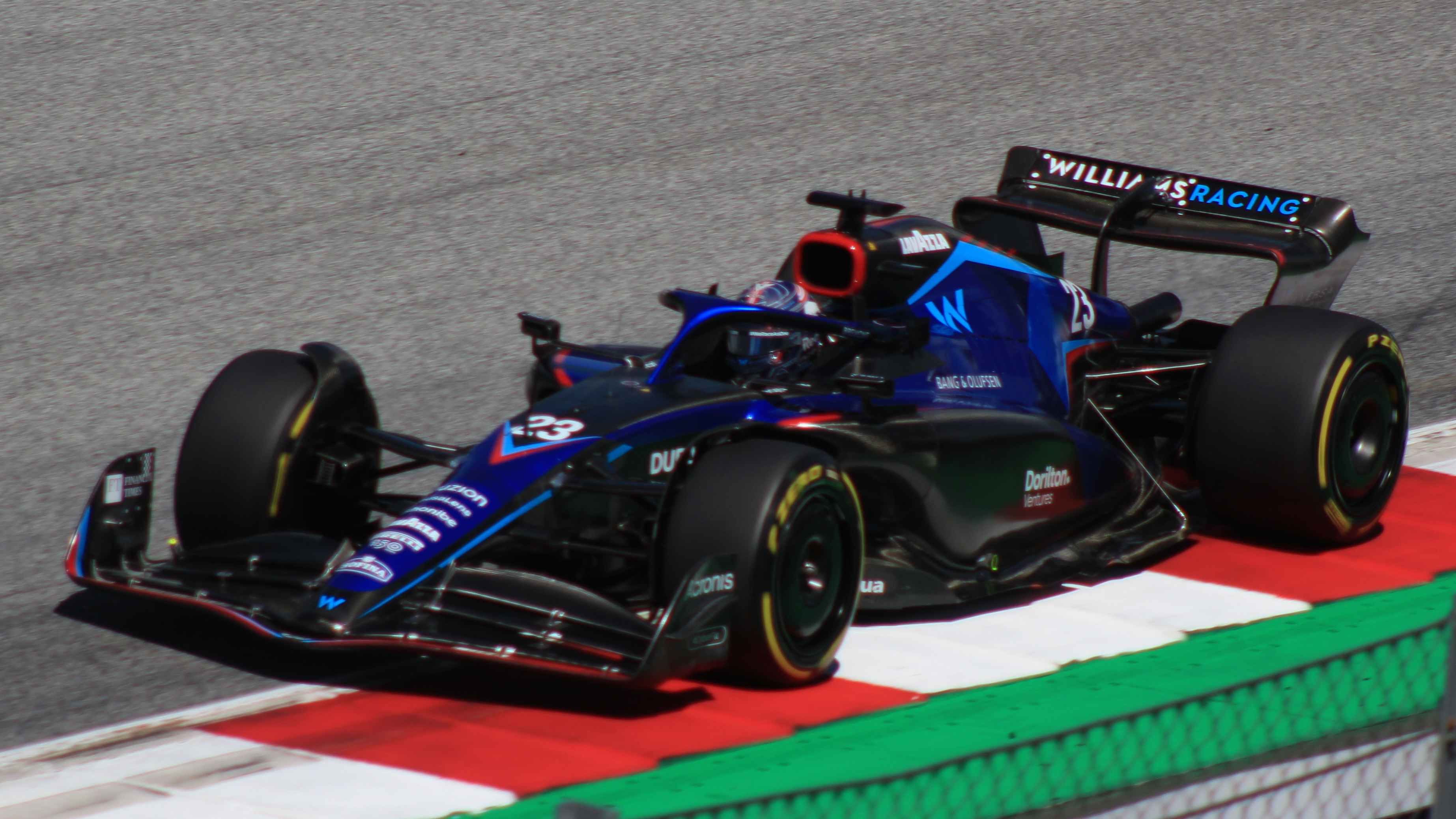
FW44 progettata da Demaison

Nel 2011 è passato alla Volkswagen Motorsport  come Project Manager WRC, quindi nel 2016 è diventato direttore tecnico con la responsabilità generale di tutti i progetti di sport motoristici del marchio. Mentre era alla Volkswagen Motorsport, Demaison è stato partecipa alla creazione e sviluppo della Volkswagen Polo R WRC, che ha vinto il Campionato del mondo di rally quattro volte di seguito dal 2013 al 2016. Ha anche contribuito a progettare la Volkswagen I.D. R, che ha ottenuto diversi record alla Pikes Peak e al Nürburgring.
Nel marzo 2021 è tornato insieme al suo ex capo in Volkswagen Jost Capito passando alla Williams Racing e diventandone direttore tecnico. Nel suo ruolo è responsabile del design e dello sviluppo della vettura, nonché come ingegneria a bordo pista.